# قلعه شورگز
قلعه شورگز مربوط به دوره تیموریان - دوره صفوی است و در شهرستان نیشابور، بخش زبرخان، دهستان زبرخان، روستای حریم آباد واقع شده است، و این اثر در تاریخ ۳ خرداد ۱۳۸۶ با شمارهٔ ثبت ۱۹۱۰۷ به‌عنوان یکی از آثار ملی ایران به ثبت رسیده است.